# Markeffektfarkost

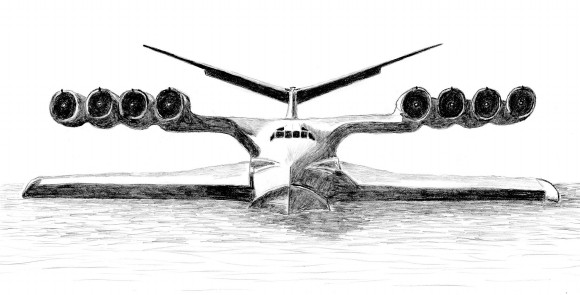
Det ryska markeffektfordonet Caspian Sea Monster KM

Markeffektfarkost är luftfarkoster som har sin flyghöjd på mycket låg höjd med utnyttjande av markeffekt. De kan ha ett utseende som är likt flygplans, svävares eller hydrokopters, men de utgör en separat kategori, eftersom de baseras på en helt annan teknologi.
Markeffekten har varit väl känd sedan 1920-talet och olika utvecklingsprojekt av farkoster har drivits sedan 1960-talet och några markeffektfarkoster av typ A-90 Orlyonok tjänstgjorde också i den sovjetiska flottan 1979-1992. En prototyp till en passagerafarkost har nyligen tagits fram av sydkoreanska Wing Ship Technology Corporation, WST-500, vilken har två turbopropmotorer, katamaranliknande skrov och omvänd deltavinge. Det ska kunna transportera 50 passagerare, flyga i 180 kilometer/timme och ha en räckvidd på 1.000 kilometer. Det är 29 meter långt och har en vingbredd på 27 meter. Kabinen är 12 meter lång och 8 meter bred, med en kabinkonfiguration med två gångar och 3 + 4 + 3 stolar i bredd.

## Olika typer av vingkonstruktioner för markeffektfarkoster

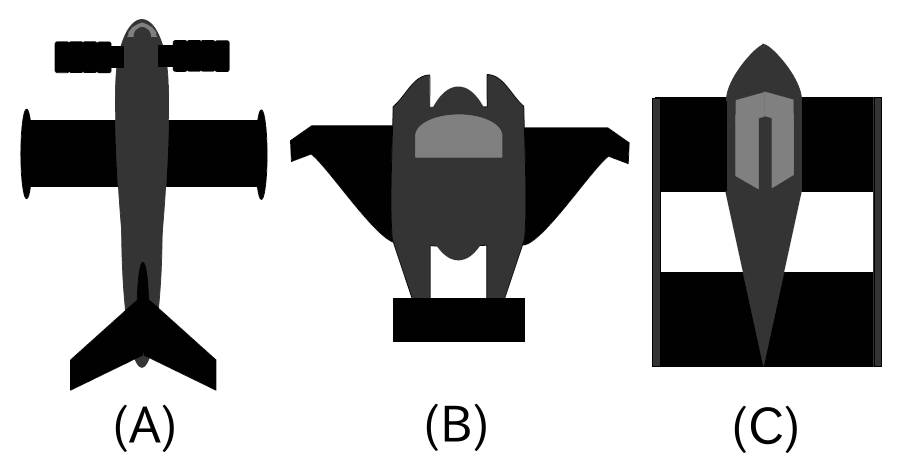
Vingtyper för markeffektfarkoster.
A: Ekranoplan-typ
B: Alexander Lippischs WIG-typ
C: Günther Jörgs Antifoil-typ

### Ekranoplanvinge
Ekranoplan är en typ av markeffektfarkost som utvecklades av Sovjetunionen under kalla kriget. Vingarna är breda och har vingändar som är vinklade 90 grader nedåt. Det första ekranoplanet var Caspian Sea Monster KM, en prototyp som var mellan 92 och 106 meter lång beroende på utförande under testerna. Under ett test svävade planet i 760 kilometer/timme strax över ytan på Kaspiska havet.

### Omvänd deltavinge
Aerofoilboat är en ensitsig markeffektfarkost med omvänd deltavinge, som konstruerades på 1960-talet av Alexander Lippisch och Hanno Fischer.

### Tandemvinge
En modern variant av tandemvinge har utvecklats av Günther Jörg i dennes Tandem Airfoil Flairboat.

### WSH-500
En prototyp har tagits fram av sydkoreanska Wing Ship Technology Corporation, vilken har två turbopropmotorer, katamaranliknande skrov och omvänd deltavinge. Det ska kunna transportera 50 passagerare, flyga i 180 kilometer/timme och ha en räckvidd på 1.000 kilometer. Det är 29 meter långt och har en vingbredd på 27 meter.
Kabinen är 12 meter lång och 8 meter bred, med en kabinfiguration med två gångar och 3 + 4 + 3 stolar i bredd.

## Bildgalleri

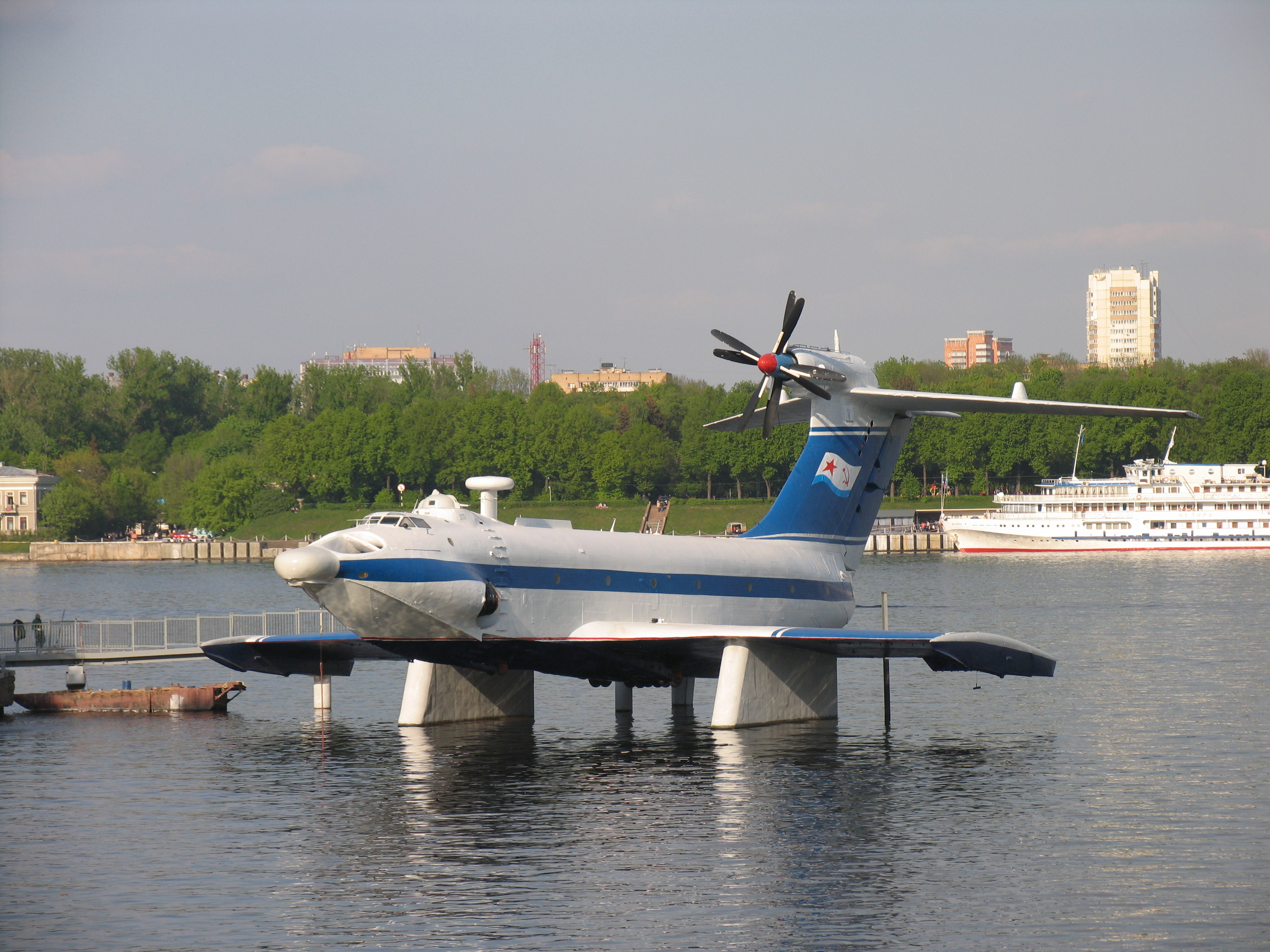
En A-90 Orlyonok vid marinmuseet i Moskva
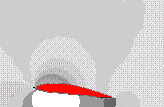
Lyftande markeffekt
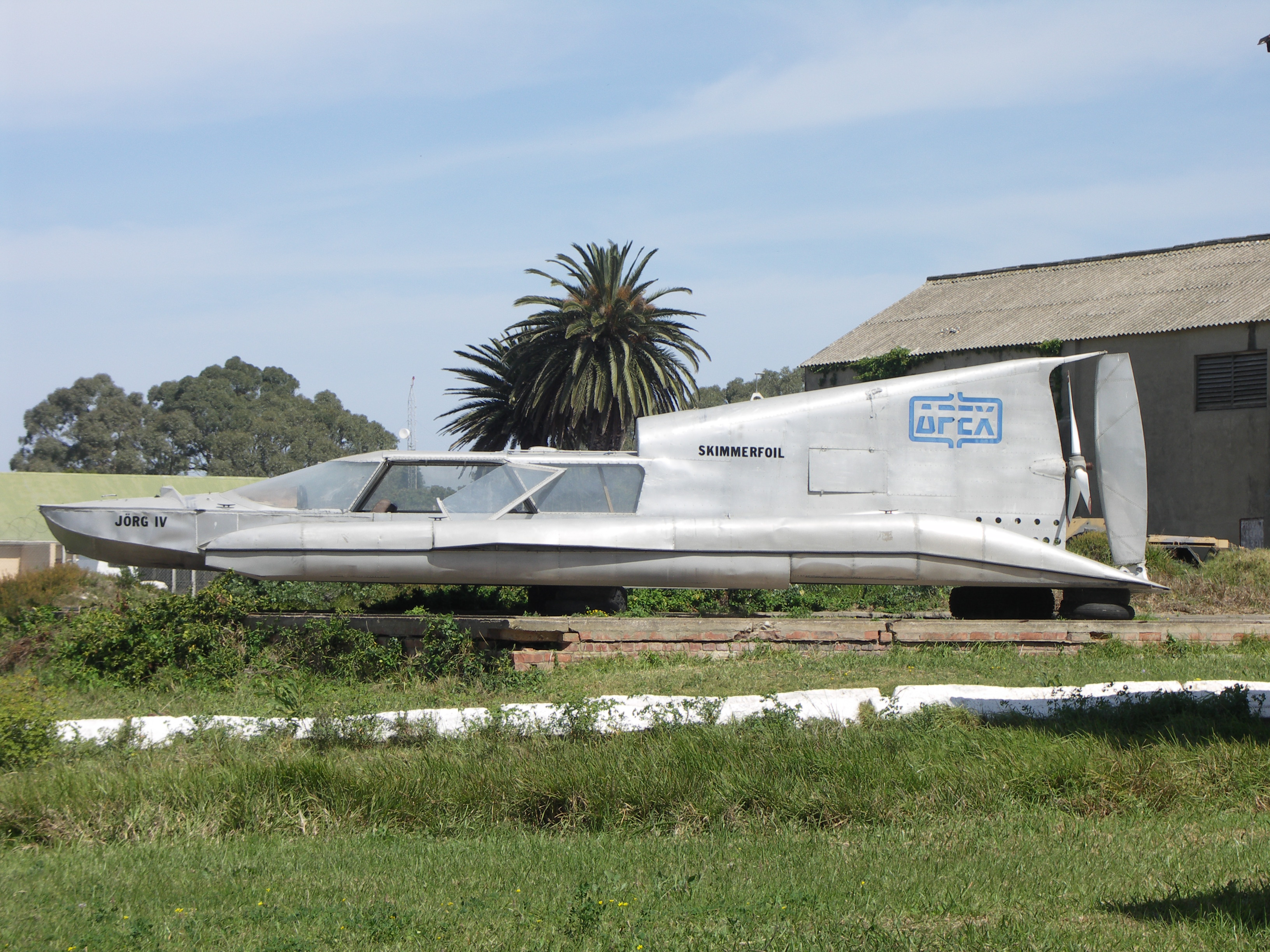
Skimmerfoil Jörg IV
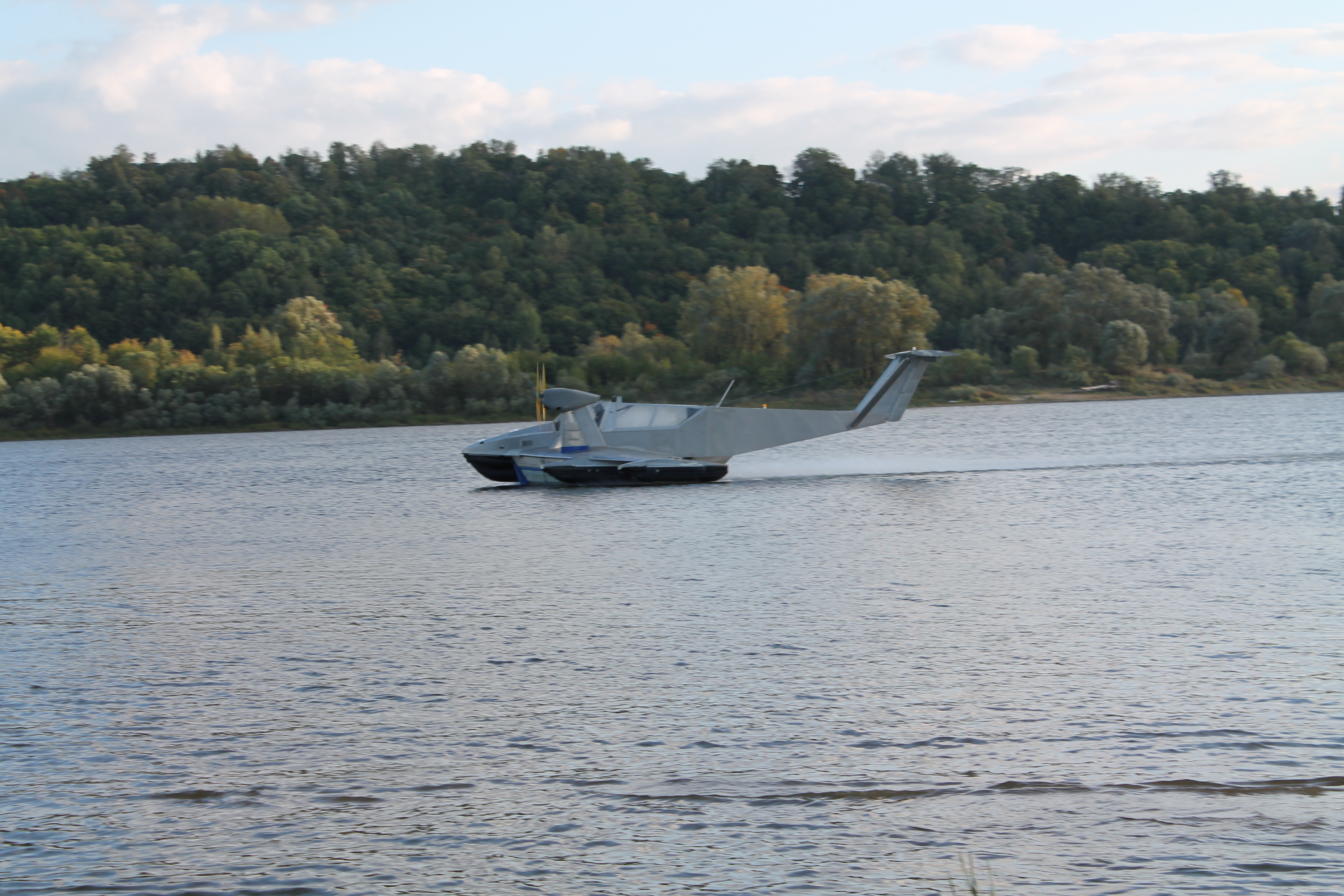
Markeffektfarkost TUNGUS